# Comissió Europea
La Comissió Europea és el braç executiu de la Unió Europea (UE). Les seves funcions són formular propostes legislatives, fer aplicar les decisions, garantir el compliment dels tractats de la UE i gestionar el dia a dia de la UE. Els comissaris presten jurament davant del Tribunal de Justícia Europeu, amb seu a la Ciutat de Luxemburg, i es comprometen a respectar els tractats i desenvolupar les seves funcions de manera totalment independent durant el seu mandat.
És una institució políticament independent que representa i defensa els interessos de la UE. El seu principal objectiu és la legislació entorn de polítiques i programes d'acció, i és així mateix la responsable d'aplicar les decisions del Parlament Europeu (PE) i el Consell de la Unió Europea (CUE).

## Naturalesa i composició
Amb seu a la ciutat de Brussel·les (Bèlgica), la Comissió està composta per comissaris, mínim un i màxim dos per cada país membre de la UE. El terme Comissió fa referència als membres de la Comissió, anomenats sense caràcter oficial comissaris, designats pels Estats membres i el Parlament europeu, però també es refereix a la mateixa institució i al seu personal. Generalment, el càrrec de comissari l'ocupa un alt càrrec de cada un dels estats membres, però que com a membres de la Comissió es comprometen a actuar en interès de la Unió i sense pressió dels estats membres. Cada quatre anys es renova la comissió pel procediment següent:
- El Consell Europeu, reunit en la seva formació de caps d'estat o de govern, i per majoria qualificada, designa, tenint en compte els resultats de les eleccions al Parlament Europeu, la persona que es proposa per ocupar el càrrec de President de la Comissió Europea que ha de ser aprovat pel Parlament. No s'ha de confondre amb el Consell de la Unió Europea.
- El president designat adopta amb el consell la llista de la resta de comissaris, establerta d'acord amb les propostes dels estats membres.
- El Parlament s'entrevista amb aquestes persones i emet el seu dictamen sobre tot l'òrgan col·legiat. Si el dictamen és positiu, la nova comissió és nomenada pel Consell per majoria qualificada.

La Comissió és responsable políticament davant el Parlament, que té el poder de substituir-la mitjançant l'adopció d'una moció de censura. Tanmateix, la comissió assisteix a les sessions del parlament per respondre de les seves actuacions. A pesar de tenir la seu a Brussel·les, també té oficines a Luxemburg i representacions en tots els països de la unió i delegacions en moltes capitals per tot el món.
Cada cinc anys, i en un termini de sis mesos des de les eleccions europees es designa una nova comissió. L'actual Comissió Europea està presidida per Ursula von der Leyen, que va accedir al càrrec el desembre de 2019.

## Funcions

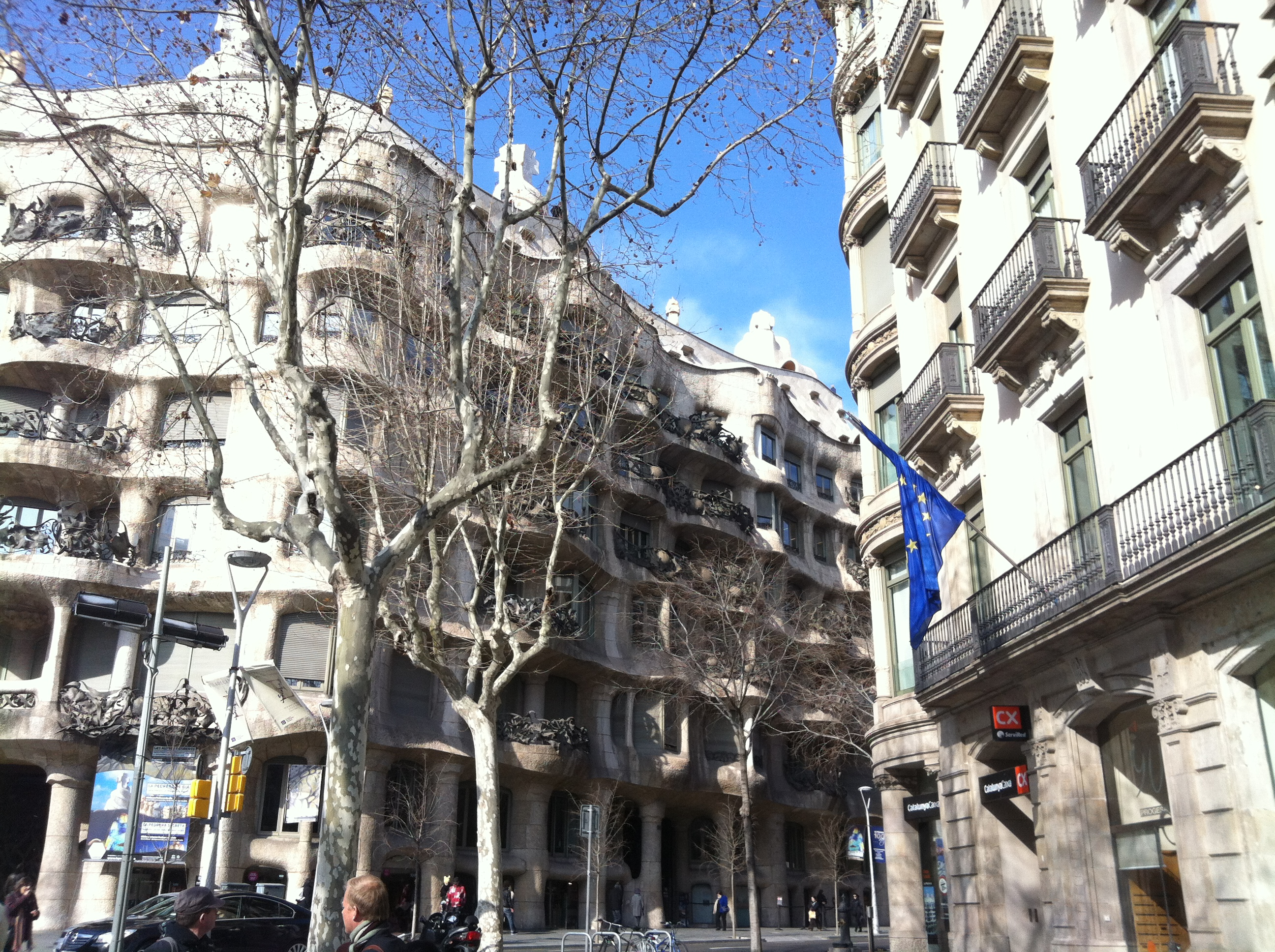
Delegació a Barcelona de la Comissió Europea, enfront de La Pedrera

Les principals funcions de la comissió són:
- Proposar legislació al Parlament i al Consell mitjançant el dret d'iniciativa. És l'única que pot elaborar propostes d'una nova legislació europea, tot i que ha de consultar, obligatòriament tant al Comitè Econòmic i Social com al Comitè de les Regions.
- Gestionar i aplicar les polítiques de la UE i el seu pressupost com a òrgan executiu. De totes maneres són les autoritats nacionals les que desenvolupen la major part de la tasca sota la seva supervisió. Per gestionar el pressupost es coordina amb el Tribunal de Comptes Europeu
- Fer complir la legislació europea actuant com a guardiana dels tractats i juntament amb el Tribunal de justícia europeu.
- Representar a la Unió en l'escena internacional permetent actuar amb una sola veu als fòrums internacionals. La Comissió elabora propostes per a les noves lleis europees, que presenta al PE així com al CUE. La Comissió garanteix que les decisions de la UE s'apliquin correctament i supervisa la manera que s'utilitzen els fons de la Unió, vigilant tanmateix perquè es respectin els tractats europeus i el dret comunitari.

La Comissió Europea està composta actualment per 27 membres, tants membres com estats membres de la Unió, assistits per uns 24.000 funcionaris. El President de la Comissió és escollit pels Governs dels Estats membres de la UE i ha de ser aprovat pel Parlament Europeu. La resta de membres són nomenats pels governs dels Estats membres en consulta amb el President entrant i també han de ser acceptats pel Parlament. La Comissió es nomena per un període de cinc anys, però pot ser destituïda pel parlament.
Entre els Comissaris regeix el Principi de responsabilitat solidària i aquests són aprovats pel parlament en bloc, no obstant això, correspon al President de la Comissió distribuir les àrees de responsabilitat política entre els Comissaris i pot fins i tot, si compta amb l'aprovació de la Comissió, exigir també la dimissió d'un Comissari.
De ratificar-se el Tractat pel qual s'estableix una Constitució per a Europa, les competències de la Comissió i especialment del seu president, es veuran substancialment enfortides.
Al contrari que el Consell de la Unió Europea, la Comissió està pensada per ser un ens independent dels estats membres i els comissaris no poden rebre instruccions dels governs que els han proposat sinó que han de defensar els interessos dels ciutadans de la UE en conjunt.

## Competències
Les competències de la Comissió Europea es poden agrupar en 6 seccions:
- Poder decisori de naturalesa reglamentària: en el sentit que només existeix si està prevista en un tractat o norma dictada pel consell. Pot classificar-se de dues maneres:
  - Propi o autònom: Deriva dels tractats constitutius i es manifesta especialment en:
    - Establiment de les clàusules de salvaguarda (excepcions a la lliure circulació de mercaderies, per exemple)
    - Formulació de recomanacions i/o dictàmens, informes, i de reglaments, directives europees i decisions establerts en nombroses parts dels tractats.

  - Per atribució del Consell: Derivat d'una norma dictada pel Consell. Es tracta d'una veritable atribució translativa de poders i facultats, ja que les competències no es deleguen, sinó que se cedeixen i no poden recuperar-se.

- Control d'aplicació del dret comunitari
  - Vetlla per l'aplicació de les disposicions del tractat i les adoptades per les institucions europees en virtut d'aquests.
  - Disposa d'un poder general d'investigació i informació que vincula a tots els estats membres.
  - És l'encarregada de perseguir, per la via administrativa o judicial, les violacions del dret comunitari.
  - Si un estat incompleix la normativa europea, podrà primerament comunicar-l'hi perquè hi posi remei (procediment precontenciós europeu), i pot recórrer, en darrera instància, al Tribunal de justícia europeu) en funció del que diu l'article 226 del Tractat Constitucional de la Comunitat Europea i successives modificacions.[7]

- Iniciativa legislativa: Té en monopoli i gairebé en exclusiva la iniciativa legislativa, és l'única que pot fer propostes legislatives.

- Poder de negociació internacional: Els tractats internacionals que signa la Unió europea, són negociats per la Comissió i ratificats pel Consell.

- Poder d'execució: Exerceix les competències que el Consell li atribueixi per executar les normes establertes, d'altra banda és l'encarregada d'executar el Pressupost comunitari.

- Poder de gestió: Gestiona els diferents serveis administratius i els fons estructurals de la Unió.

## Història
La Comissió Europea és el fruit de la unificació de l'Alta Autoritat de la CECA, de la Comissió de la CEE i de la Comissió de l'Euratom, en entrar en vigor l'1 de juliol de 1967 el Tractat de Brussel·les de 8 d'abril de 1965 d'unificació dels executius comunitaris.
Al llarg de la història, els seus presidents han estat:
| Núm | President                   | Commissió              | Inici                  | Fi                                | Estat membre  | Partit                                             | Fotografia                |
| 1   | Walter Hallstein            | Comissió Hallstein     | 1 de gener de 1958     | 30 de juny de 1967                | Alemanya      | Demòcrata Cristians Nacional: CDU                  | Walter Hallstein          |
| -   | Vacant                      | Cap                    | 30 de juny de 1967     | 2 de juliol de 1967               | -             | -                                                  | -                         |
| 2   | Jean Rey                    | Comissió Rey           | 2 de juliol de 1967    | 1 de juliol de 1970               | Bèlgica       | Liberal Demòcrates Nacional: PRL                   | Roy Jenkins               |
| -   | Vacant                      | Cap                    | 1 de juliol de 1970    | 2 de juliol de 1970               | -             | -                                                  | -                         |
| 3   | Franco Maria Malfatti       | Comissió Malfatti      | 2 de juliol de 1970    | 1 de març de 1972                 | Itàlia        | Demòcrata Cristians Nacional: DC                   | Roy Jenkins               |
| -   | Vacant                      | Cap                    | 1 de març de 1972      | 22 de març de 1972                | -             | -                                                  | -                         |
| 4   | Sicco Leendert Mansholt     | Comissió Mansholt      | 22 de març de 1972     | 5 de gener de 1973                | Països Baixos | Socialistes Nacional: PvdA                         | Roy Jenkins               |
| -   | Vacant                      | Cap                    | 5 de gener de 1973     | 6 de gener de 1973                | -             | -                                                  | -                         |
| 5   | François-Xavier Ortoli      | Comissió Ortoli        | 6 de gener de 1973     | 5 de gener de 1977                | França        | Demòcrates Cristians Nacional: RPR                 | Roy Jenkins               |
| -   | Vacant                      | Cap                    | 5 de gener de 1977     | 6 de gener de 1977                | -             | -                                                  | -                         |
| 6   | Roy Jenkins                 | Comissió Jenkins       | 6 de gener de 1977     | 19 de gener de 1981               | Regne Unit    | Socialistes Nacional: Labour                       | Roy Jenkins               |
| -   | Vacant                      | Cap                    | 19 de gener de 1981    | 20 de gener de 1981               | -             | -                                                  | -                         |
| 7   | Gaston Thorn                | Comissió Thorn         | 20 de gener de 1981    | 6 de gener de 1985                | Luxemburg     | Liberal Demòcrates Nacional: DP                    | Gaston Thorn              |
| -   | Vacant                      | Cap                    | 6 de gener de 1985     | 7 de gener de 1985                | -             | -                                                  | -                         |
| 8   | Jacques Delors              | Comissió Delors        | 7 de gener de 1985     | 24 de gener de 1995               | França        | Partit Socialista Europeu Nacional: PS             | Jacques Delors            |
| -   | Vacant                      | Cap                    | 24 de gener de 1995    | 25 de gener de 1995               | -             | -                                                  | -                         |
| 9   | Jacques Santer              | Comissió Santer        | 25 de gener de 1995    | 15 de març de 1999                | Luxemburg     | Partit Popular Europeu Nacional: CSV               | José Manuel Durão Barroso |
| -   | Manuel Marín (Interinament) | Comissió Marín         | 15 de març de 1999     | 17 de setembre de 1999            | Espanya       | Partit Socialista Europeu Nacional: PSOE           | Manuel Marín              |
| 10  | Romano Prodi                | Comissió Prodi         | 17 de setembre de 1999 | 22 de novembre de 2004            | Itàlia        | Partit Socialista Europeu/Ind. Nacional: L'Olivera | José Manuel Durão Barroso |
| 11  | José Manuel Durão Barroso   | Comissió Barroso       | 22 de novembre de 2004 | 1 de novembre de 2014             | Portugal      | Partit Popular Europeu Nacional: PSD               | José Manuel Durão Barroso |
| 12  | Jean-Claude Juncker         | Comissió Juncker       | 1 de novembre de 2014  | 30 de novembre de 2019            | Luxemburg     | Partit Popular Europeu Nacional: CSV               | Jean-Claude Juncker       |
| 13  | Ursula von der Leyen        | Comissió Von der Leyen | 1 de desembre de 2019  | en actiu (fins a finals del 2024) | Alemanya      | Partit Popular Europeu Nacional: CDU               | Ursula von der Leyen      |

El color de la línia indica aproximadament la ideologia política del comissari:
| esquerra (ideologia) / socialista |
| Dreta (ideologia) / conservador   |
| liberal                           |

Fins a l'1 de maig de 2004 hi havia vint comissaris, dos de cadascun dels Estats membres més poblats i un de la resta, però després de l'Ampliació de la Unió Europea que es va oficialitzar aquest dia, el nombre de Comissaris va passar a ésser de trenta. No obstant això, a partir del 22 de novembre de 2004, data en la qual va prendre possessió la Comissió 2004-2009, la xifra va passar a ésser de solament vint-i-cinc comissaris, un per país, però a l'incorporar-se Romania i Bulgària es van augmentar dos nous comissionats. En conseqüència, i malgrat la voluntat política de reduir aquesta xifra en un futur, la Comissió es compon en l'actualitat per vint-i-set comissaris. Aquesta xifra, amb la Comissió Von der Leyen actual, i després del Brèxit, ha quedat amb 26 comissaris.

## Oficines
Hi ha una oficina que serveix per a informar a la ciutadania europea dels seus drets anomenada Europa dels Ciutadans i una altra que informa sobre els concursos-oposicions per a funció pública anomenada Oposicions i Concursos.